# Постоянное структурированное сотрудничество

Карта государств, что подписали соглашение об участии в программе PESCO

Постоянное структурированное сотрудничество по вопросам безопасности и обороны (PESCO) — программа государств-членов ЕС, направленная на более тесное сотрудничество в сфере безопасности и обороны в рамках Глобальной стратегии ЕС по внешней политике и политике безопасности. Название PESCO расшифровывается как — Permanent Structured Cooperation. 13 ноября 2017 года 23 из 28 государств-членов ЕС подписали общее уведомление о Постоянном структурированном сотрудничестве (PESCO) по вопросам безопасности и обороны и представили его Верховному представителю Союза по иностранным делам и политике безопасности, а также Совету Европейского союза. По словам Генерального секретаря НАТО Йенса Столтенберга программа сотрудничества PESCO не будет противопоставлена блоку НАТО, но призвана «укрепить европейский столп внутри НАТО». 11 декабря Совет ЕС утвердил решение, учреждающее сотрудничество PESCO, в котором на данный момент примут участие 25 государств-членов ЕС. Инициативу отказались поддержать Великобритания, Дания и Мальта.

## История
22-23 июня 2017 года в Брюсселе состоялся саммит Европейского Союза. Главными темами обсуждения стали вопросы, касающиеся безопасности и обороны, миграционного кризиса и Brexit. Центральное место заняло обсуждение запуска процесса создании совместного европейского оборонного фонда.
В сентябре во время встречи глав оборонных ведомств ЕС в Таллине представитель Литвы призвал руководство Евросоюза создать так называемую «военную Шенгенскую зону». Целью создания данного военного сотрудничества подразумевалась возможность оперативного перемещения войск по территории Европы. Для достижения этого результата следовало создать постоянное структурированное военное сотрудничество (PESCO) и учредить Европейский оборонный фонд. По словам министра обороны Литвы Раймундаса Кароблиса проект военного Шенгена подразумевает инвестиции в инфраструктуру. Идея данного проекта нашла поддержку многих государств, а его практическая реализация важна и для ЕС и для НАТО. Свое одобрение такого рода замыслу выразила и Европейская комиссия, которая отстаивала идею учреждения Европейского оборонного фонда, из которого будут финансироваться проекты по наращиванию и развитию оборонных мощностей. До 2020 года этот орган планирует выделить на реализацию предполагаемых целей 500 млн. евро.
11 декабря 2017 года главы МИД государств-членов Евросоюза в Брюсселе одобрили расширение оборонного сотрудничества в Европе в рамках программы PESCO. Соглашение подписали министры 25 стран: Австрии, Бельгии, Болгарии, Чехии, Хорватии, Кипра, Эстонии, Финляндии, Франции, ФРГ, Греции, Венгрии, Италии, Ирландии, Латвии, Литвы, Люксембурга, Нидерландов, Польши, Португалии, Румынии, Словении, Словакии, Испании и Швеции. Вместе с тем положения программы PESCO допускает в будущем присоединение Дания, Ирландия, Мальта, Португалия и Великобритания (даже не взирая на то, что последняя проголосовала за выход из ЕС).

## Особенности сотрудничества
Декларация о проектах в рамках PESCO (Declaration on PESCO projects) содержит первые семнадцать ключевых направлений сотрудничества:
- создание европейского медицинского командования; (ответственная — Германия)[12]
- создание европейской программно-определяемой радиосистемы (ESSOR); (ответственная — Франция)
- создание Центра логистики в Европе для поддержки операций; (ответственная — Германия)[13]
- создание сети логистических структур (LSN) на периферии Союза; (ответственный — Кипр)
- выравнивание и стандартизация трансграничного военного транспорта; (ответственные — Нидерланды)
- создание Центра передового опыта для учебных миссий ЕС (CoE EUTM); (ответственная — Германия)
- сертифицированный европейский тренинг для армий государств-членов ЕС; (ответственная — Италия)
- поддержка операций; (ответственная — Франция)
- военный комплекс развёртываемых мер по оказанию помощи в случае стихийных бедствий DMDRP; (ответственная — Италия)
- противодействие минам в море с использованием подводных минных детекторов и беспилотных летательных аппаратов или контрмер (MCM) или полуавтономных подводных систем; (ответственная — Бельгия)
- создание автономной системы портового надзора; (ответственная — Италия)
- усовершенствование морской системы надзора; (ответственная — Греция)
- создание базы обмена информацией в ответ на кибернетические атаки и угрозы; (ответственная — Греция)
- оказание взаимопомощи для обеспечения кибернетической безопасности и создание кибер-группы быстрого реагирования; (ответственная — Литва)
- стандартизация процедур C2 (командного и контрольного) для операций CSDP; (ответственная — Испания)
- следующая генерация бронированных боевых машин пехоты (AIFV), десантных машин (AAV) и лёгких транспортных средств (LTV); (ответственная — Италия)
- поддержка стрельбы с закрытых позиций; (ответственная — Словакия)
- EUFOR CROC: оперативно развертываемая операция по реагированию на кризисные ситуации в рамках осуществления операций реагирования на кризисные ситуации типа EUFOR (ответственная — Германия)[14][15].

## Проблемы
В своём интервью Reuters руководитель Объединенного командования НАТО по тыловому обеспечению и логистике (JSEC) генерал-лейтенант Александр Соллфранк сетовал, что Евросоюз и НАТО за шесть лет не сумели организовать систему так называемого военного Шенгена в Европе. Им не удалось установить единые нормы перевозки военных грузов в странах Европы.